# 福島健太
福島健太は日本の起業家。元株式会社Baroque Street代表取締役CEO。都市銀行、システムエンジニア、国立大学特別研究員を経て、仮想通貨に特化したシンクタンクである株式会社Baroque Streetを設立後マネックスグループ入りし、ブロックチェーンに特化した情報データベースサービス｢LOOKBLOCK｣を開発・運営する。仮想通貨やブロックチェーンに関する分野のリサーチにおいて注目され、大学などで講演も行う。

## 人物
大学では体育会自転車競技部でロードレースに取り組んでいた。学業ではマグロの生態を研究していた。卒業論文のテーマは「クロマグロ当歳魚群の生簀遊泳時の水平順位はどのように変わるのか？ 」

## 経歴
兵庫県出身。京都大学農学部を卒業する。
新卒でメガバンクに入行し、神戸市内の支店に配属。その後法人営業などを担当。2016年7月に退社。システムエンジニア、国立大学特別研究員を経験。
2017年10月に株式会社Baroque Streetを設立。多くのブロックチェーン関連企業の集まる拠点をエストニア・タリンに設け、世界各地で仮想通貨で資金を集めるICO (Initial Coin Offering) が実施されたことを背景に、ICOの格付けサービスについて研究・開発にあたる。2019年4月にマネックスクリプトバンク株式会社が吸収合併する形で株式を売却し、マネックスグループの社員として、法人向けのデータベース「LOCKBLOCK」を開発・運営している。

## 執筆
- 仮想通貨プロジェクトの評価ポイント10選〉海外VCは何を見て投資判断しているのか?〜ダブリン「MoneyConf 2018」から - 『THE BRIDGE』2018年
- エストニア関連の連載記事-『BUSINESS INSIDER JAPAN』2018年